# 佐宗邦皇
佐宗 邦皇（さそう くにお、1950年〈昭和25年〉 - 2009年〈平成21年〉8月9日）は、日本の著述家、環境活動家。
ブランディングデザイナー、著作者の佐宗邦威は長男。

## 略歴
東京都千代田区神田出身。千代田区立麹町中学校、都立日比谷高等学校、東京大学法学部卒業。
1975年、日本航空に入社。国際業務室、経営企画室、客室乗員部、地球環境委員会事務局等を歴任。JALの本社移転問題では、経営悪化を懸念し、組合委員長として会社を批判した。
2001年、同社を早期依願退職。
2002年6月、地球規模の緑化と森林再生を目的とする環境NGO「屋上緑化普及協議会」設立し、代表を務める。歴史研究者の顔も持ち、テレビ東京の歴史番組等に出演した。
また、1980年頃からワールドフォーラムを開催し、代表幹事を務めていたが、2009年8月8日の月例会での講演中に倒れ、救急搬送。翌日午前11時、脳出血により足立区内の病院で死去。享年59。